# Río Teuco
El río Teuco o Bermejo Nuevo es un brazo del río Bermejo, formado a mediados del siglo XIX cuando el curso principal formó una bifurcación en el departamento Rivadavia de la Provincia de Salta. El río Teuco pasó a concentrar la mayor parte del caudal del Bermejo, dejando al anterior curso principal —conocido como río Bermejito— como un brazo secundario. Tras un tortuoso recorrido se vuelve a unir con el río Bermejito a la altura de la localidad de Puerto Lavalle, donde vuelve a recibir el nombre de río Bermejo hasta su desembocadura sobre el río Paraguay. El espacio entre el Teuco y el Bermejito es conocido como interfluvio, siendo una de las zonas donde se halla una mayor concentración de pobladores de las culturas aborígenes wichí y qom. A su vez, se ubican en su margen derecha la mayoría de las localidades del Impenetrable chaqueño, como El Sauzalito, Wichí y El Sauzal
Al salir de la Provincia de Salta forma el límite entre las provincias del Chaco y Formosa, sobre el cual hay tres puentes, el que une Chaco y Formosa por el trazo de la RN 95 que pasa por Colonia Tte Perín en Formosa, el construido en 1957 y lleva el nombre de Libertad, a la altura del El Colorado, Formosa y conecta las rutas prov 3 (Ch) y nro 1 (Fsa) y el puente Grl San Martín sobre el trazo de la RN 11 entre Puerto Eva Perón en Chaco y localidad Grl Mansilla en Formosa, también de muy antigua data. Los desbordes estivales del Teuco tienen efectos muy negativos, acrecentados por la falta de pendiente en la llanura en la que discurre. Estos desbordes también alimentan otros paleocauces habitualmente secos y numerosas lagunas.
Su longitud es de 830 km y es de fácil navegación para navíos de pequeño porte. El río Teuquito se desprende hacia el noreste para formar el embalse de Laguna Yema que provee de agua a la región semidesértica de Formosa.

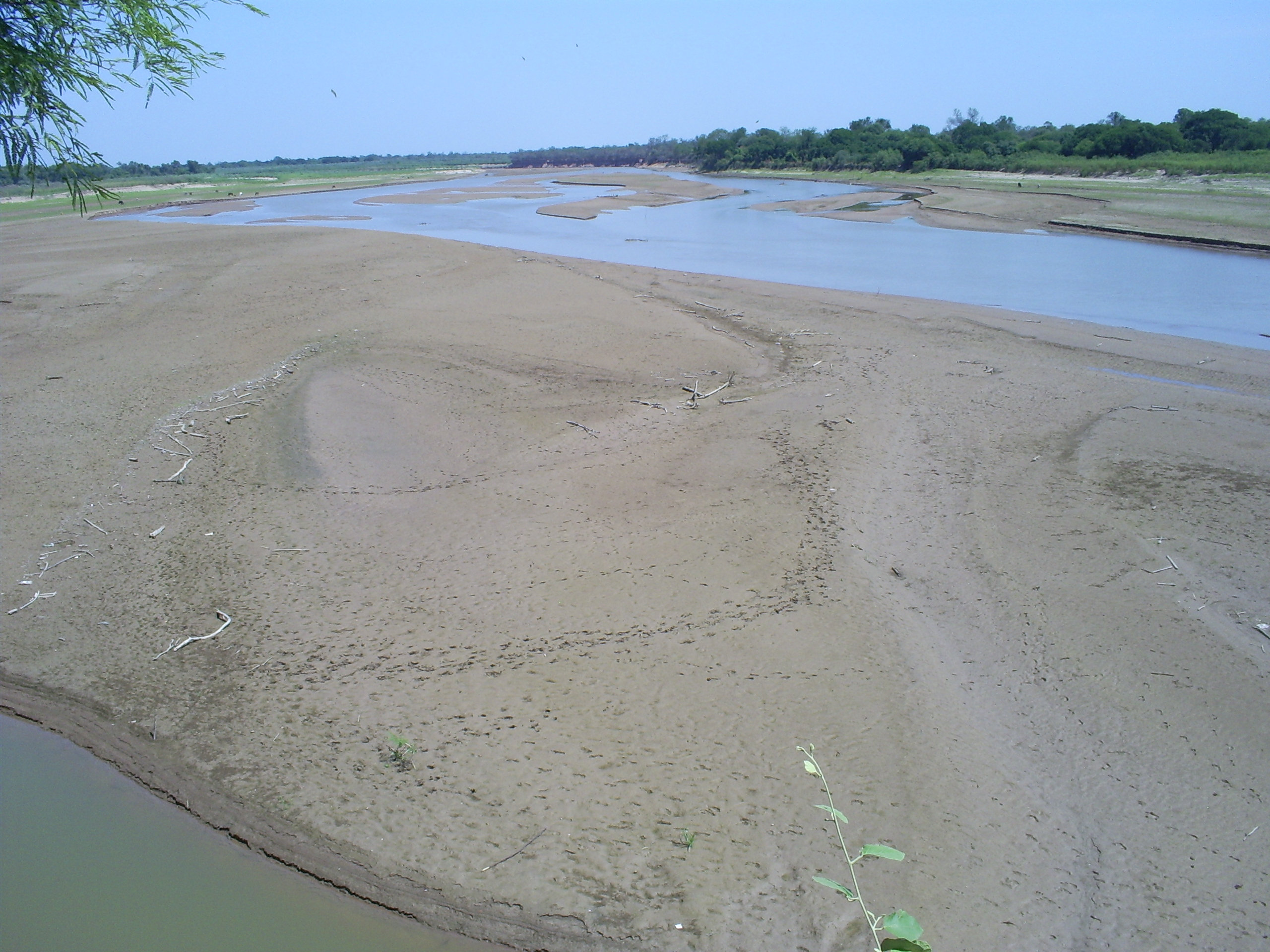
El río Teuco a orillas de El Sauzalito, Provincia del Chaco.

Teuco es una palabra qom (o «toba») que se traduce al español precisamente como (el) río.
- Datos: Q6115756
- Multimedia: Teuco River / Q6115756